# Степове (Звягельський район)
Степове́ — село в Україні, в Звягельському районі Житомирської області. Населення становить 154 осіб.
Село засноване 1994 року. Входило до складу Пилиповицької сільської ради.
2020 року ввійшло до складу Новоград-Волинської міської громади.